# کریس توماس
کریس توماس (به انگلیسی: Chris Thomas) زادور (ژانویه ۱۹۴۷) یک تهیه کننده موسیقی است که با هنرمندانی مانند پینک فلوید،بیتلز،پروکول هریوم،راکسی میوزیک،بدفینگر،التون جان،پل مک‌کارتنی همکاری داشته است.